# Copa del Rey
O Campeonato de España–Copa de Su Majestad el Rey, também conhecido como Copa del Rey ou La Copa, é uma competição eliminatória anual de futebol disputada na Espanha, organizada pela Real Federação Espanhola de Futebol. 
A competição foi fundada em 1903, tornando-a a mais antiga competição de futebol espanhola disputada em nível nacional. O campeão da Copa del Rey se classifica para disputar a Supercopa da Espanha e a Liga Europa da UEFA da temporada seguinte. Se ele já estiver classificado para outra competição europeia através de sua posição na La Liga, então a vaga na Liga Europa é dada à equipe mais bem classificada da liga que ainda não se classificou para nenhuma competição europeia.
O Barcelona é o maior vencedor da competição, com 32 títulos. O Athletic Bilbao é o segundo com mais títulos, com 24, enquanto o Real Madrid é o terceiro, com 20. O Barcelona também é o mais recente campeão, tendo derrotado o Real Madrid na final de 2025 ocorrida no Estádio de La Cartuja.

## Lista de campeões
| Ed. | Temporada | Campeão                                    | Placar                                     | Vice-campeão                               | Local                                      |
| --- | --------- | ------------------------------------------ | ------------------------------------------ | ------------------------------------------ | ------------------------------------------ |
| 1   | 1903      | Athletic Bilbao (1)                        | 3–2                                        | Madrid FC                                  | Hipódromo, Madrid                          |
| 2   | 1904      | Athletic Bilbao (2)                        | Não disputada                              | Español de Madrid                          | Tiro del Pichón, Madrid                    |
| 3   | 1905      | Madrid FC (1)                              | 1–0                                        | Athletic Bilbao                            | Tiro del Pichón, Madrid                    |
| 4   | 1906      | Madrid FC (2)                              | 4–1                                        | Athletic Bilbao                            | Hipódromo, Madrid                          |
| 5   | 1907      | Madrid FC (3)                              | 1–0                                        | Club Vizcaya                               | Hipódromo, Madrid                          |
| 6   | 1908      | Madrid FC (4)                              | 2–1                                        | Real Vigo Sporting                         | O'Donnell, Madrid                          |
| 7   | 1909      | Club Ciclista (1)                          | 3–1                                        | Español de Madrid                          | O'Donnell, Madrid                          |
| 8   | 1910 UECF | Athletic Bilbao (3)                        | 1–0                                        | Vasconia SC                                | Tiro del Pichón, Madrid                    |
| 9   | 1910 FECF | Barcelona (1)                              | 3–2                                        | Español de Madrid                          | Ondarreta, San Sebastián                   |
| 10  | 1911      | Athletic Bilbao (4)                        | 3–1                                        | Español                                    | Jolaseta, Guecho                           |
| 11  | 1912      | Barcelona (2)                              | 2–0                                        | Gimnástica                                 | La Industria, Barcelona                    |
| 12  | 1913 FECF | Racing de Irún (1)                         | 2–2 (pro) 1–0                              | Athletic Bilbao                            | La Industria, Barcelona                    |
| 13  | 1913 UECF | Barcelona (3)                              | 2–2 0–0 2–1                                | Real Sociedad                              | O'Donnell, Madrid                          |
| 14  | 1914      | Athletic Bilbao (5)                        | 2–1                                        | Espanya                                    | Costorbe, Irun                             |
| 15  | 1915      | Athletic Bilbao (6)                        | 5–0                                        | Español                                    | Amute, Irun                                |
| 16  | 1916      | Athletic Bilbao (7)                        | 4–0                                        | Madrid FC                                  | La Industria, Barcelona                    |
| 17  | 1917      | Madrid FC (5)                              | 0–0 (pro) 2–1 (pro)                        | Arenas Club                                | La Industria, Barcelona                    |
| 18  | 1918      | Real Unión (2)                             | 2–0                                        | Madrid FC                                  | O'Donnell, Madrid                          |
| 19  | 1919      | Arenas Club (1)                            | 5–2 (pro)                                  | Barcelona                                  | Martínez Campos, Madrid                    |
| 20  | 1920      | Barcelona (4)                              | 2–0                                        | Athletic Bilbao                            | El Molinón, Gijón                          |
| 21  | 1921      | Athletic Bilbao (8)                        | 4–1                                        | Atlético de Madrid                         | San Mamés, Bilbau                          |
| 22  | 1922      | Barcelona (5)                              | 5–1                                        | Real Unión                                 | Coia, Vigo                                 |
| 23  | 1923      | Athletic Bilbao (9)                        | 1–0                                        | Europa                                     | Les Corts, Barcelona                       |
| 24  | 1924      | Real Unión (3)                             | 1–0                                        | Real Madrid                                | Atotxa, San Sebastián                      |
| 25  | 1925      | Barcelona (6)                              | 2–0                                        | Arenas Club                                | Reina Victoria, Sevilha                    |
| 26  | 1926      | Barcelona (7)                              | 3–2 (pro)                                  | Atlético de Madrid                         | Mestalla, Valência                         |
| 27  | 1927      | Real Unión (4)                             | 1–0 (pro)                                  | Arenas Club                                | Torrero, Saragoça                          |
| 28  | 1928      | Barcelona (8)                              | 1–1 (pro) 1–1 (pro) 3–1                    | Real Sociedad                              | El Sardinero, Santander                    |
| 29  | 1928–29   | Español (1)                                | 2–1                                        | Real Madrid                                | Mestalla, Valência                         |
| 30  | 1930      | Athletic Bilbao (10)                       | 3–2 (pro)                                  | Real Madrid                                | Montjuïc, Barcelona                        |
| 31  | 1931      | Athletic Bilbao (11)                       | 3–1                                        | Real Betis                                 | Chamartín, Madrid                          |
| 32  | 1932      | Athletic Bilbao (12)                       | 1–0                                        | Barcelona                                  | Chamartín, Madrid                          |
| 33  | 1933      | Athletic Bilbao (13)                       | 2–1                                        | Madrid FC                                  | Montjuïc, Barcelona                        |
| 34  | 1934      | Madrid FC (6)                              | 2–1                                        | Valencia                                   | Montjuïc, Barcelona                        |
| 35  | 1935      | Sevilla (1)                                | 3–0                                        | Sabadell                                   | Chamartín, Madrid                          |
| 36  | 1936      | Madrid FC (7)                              | 2–1                                        | Barcelona                                  | Mestalla, Valência                         |
| 37  | 1937      | Levante (1)                                | 1-0                                        | Valencia                                   | Estádio de Sarrià, Barcelona               |
| 38  | 1938      | Não jogado devido à Guerra Civil Espanhola | Não jogado devido à Guerra Civil Espanhola | Não jogado devido à Guerra Civil Espanhola | Não jogado devido à Guerra Civil Espanhola |
| 39  | 1939      | Sevilla (2)                                | 6–2                                        | Racing de Ferrol                           | Montjuïc, Barcelona                        |
| 40  | 1940      | Español (2)                                | 3–2 (pro)                                  | Real Madrid                                | Campo de Vallecas, Madrid                  |
| 41  | 1941      | Valencia (1)                               | 3–1                                        | Español                                    | Chamartín, Madrid                          |
| 42  | 1942      | Barcelona (9)                              | 4–3 (pro)                                  | Atlético de Bilbao                         | Chamartín, Madrid                          |
| 43  | 1943      | Atlético de Bilbao (14)                    | 1–0 (pro)                                  | Real Madrid                                | Estadio Metropolitano, Madrid              |
| 44  | 1944      | Atlético de Bilbao (15)                    | 2–0                                        | Valencia                                   | Montjuïc, Barcelona                        |
| 45  | 1944–45   | Atlético de Bilbao (16)                    | 3–2                                        | Valencia                                   | Montjuïc, Barcelona                        |
| 46  | 1946      | Real Madrid (8)                            | 3–1                                        | Valencia                                   | Montjuïc, Barcelona                        |
| 47  | 1947      | Real Madrid (9)                            | 2–0 (pro)                                  | Español                                    | Riazor, Corunha                            |
| 48  | 1947–48   | Sevilla (3)                                | 4–1                                        | Celta de Vigo                              | Nuevo Chamartín, Madrid                    |
| 49  | 1948–49   | Valencia (2)                               | 1–0                                        | Atlético de Bilbao                         | Nuevo Chamartín, Madrid                    |
| 50  | 1949–50   | Atlético de Bilbao (17)                    | 4–1 (pro)                                  | Real Valladolid                            | Nuevo Chamartín, Madrid                    |
| 51  | 1951      | Barcelona (10)                             | 3–0                                        | Real Sociedad                              | Nuevo Chamartín, Madrid                    |
| 52  | 1952      | Barcelona (11)                             | 4–2 (pro)                                  | Valencia                                   | Nuevo Chamartín, Madrid                    |
| 53  | 1952–53   | Barcelona (12)                             | 2–1                                        | Atlético de Bilbao                         | Nuevo Chamartín, Madrid                    |
| 54  | 1954      | Valencia (3)                               | 3–0                                        | Barcelona                                  | Nuevo Chamartín, Madrid                    |
| 55  | 1955      | Atlético de Bilbao (18)                    | 1–0                                        | Sevilla                                    | Santiago Bernabéu, Madrid                  |
| 56  | 1956      | Atlético de Bilbao (19)                    | 2–1                                        | Atlético de Madrid                         | Santiago Bernabéu, Madrid                  |
| 57  | 1957      | Barcelona (13)                             | 1–0                                        | Español                                    | Montjuïc, Barcelona                        |
| 58  | 1958      | Atlético de Bilbao (20)                    | 2–0                                        | Real Madrid                                | Santiago Bernabéu, Madrid                  |
| 59  | 1958–59   | Barcelona (14)                             | 4–1                                        | Granada                                    | Santiago Bernabéu, Madrid                  |
| 60  | 1959–60   | Atlético de Madrid (1)                     | 3–1                                        | Real Madrid                                | Santiago Bernabéu, Madrid                  |
| 61  | 1960–61   | Atlético de Madrid (2)                     | 3–2                                        | Real Madrid                                | Santiago Bernabéu, Madrid                  |
| 62  | 1961–62   | Real Madrid (10)                           | 2–1                                        | Sevilla                                    | Santiago Bernabéu, Madrid                  |
| 63  | 1962–63   | Barcelona (15)                             | 3–1                                        | Real Zaragoza                              | Camp Nou, Barcelona                        |
| 64  | 1963–64   | Real Zaragoza (1)                          | 2–1                                        | Atlético de Madrid                         | Santiago Bernabéu, Madrid                  |
| 65  | 1964–65   | Atlético de Madrid (3)                     | 1–0                                        | Real Zaragoza                              | Santiago Bernabéu, Madrid                  |
| 66  | 1965–66   | Real Zaragoza (2)                          | 2–0                                        | Atlético de Bilbao                         | Santiago Bernabéu, Madrid                  |
| 67  | 1966–67   | Valencia (4)                               | 2–1                                        | Atlético de Bilbao                         | Santiago Bernabéu, Madrid                  |
| 68  | 1967–68   | Barcelona (16)                             | 1–0                                        | Real Madrid                                | Santiago Bernabéu, Madrid                  |
| 69  | 1969      | Atlético de Bilbao (20)                    | 1–0                                        | Elche                                      | Santiago Bernabéu, Madrid                  |
| 70  | 1969–70   | Real Madrid (11)                           | 3–1                                        | Valencia                                   | Camp Nou, Barcelona                        |
| 71  | 1970–71   | Barcelona (17)                             | 4–3 (pro)                                  | Valencia                                   | Santiago Bernabéu, Madrid                  |
| 72  | 1971–72   | Atlético de Madrid (4)                     | 2–1                                        | Valencia                                   | Santiago Bernabéu, Madrid                  |
| 73  | 1972–73   | Athletic Bilbao (21)                       | 2–1                                        | Castellón                                  | Vicente Calderón, Madrid                   |
| 74  | 1973–74   | Real Madrid (12)                           | 4–0                                        | Barcelona                                  | Vicente Calderón, Madrid                   |
| 75  | 1974–75   | Real Madrid (13)                           | 0–0 (4–3 pen)                              | Atlético de Madrid                         | Vicente Calderón, Madrid                   |
| 76  | 1975–76   | Atlético de Madrid (5)                     | 1–0                                        | Real Zaragoza                              | Santiago Bernabéu, Madrid                  |
| 77  | 1976–77   | Real Betis (1)                             | 2–2 (pro) (8–7 pen)                        | Athletic Bilbao                            | Vicente Calderón, Madrid                   |
| 78  | 1977–78   | Barcelona (18)                             | 3–1                                        | Las Palmas                                 | Santiago Bernabéu, Madrid                  |
| 79  | 1978–79   | Valencia (5)                               | 2–0                                        | Real Madrid                                | Vicente Calderón, Madrid                   |
| 80  | 1979–80   | Real Madrid (14)                           | 6–1                                        | Real Madrid Castilla                       | Santiago Bernabéu, Madrid                  |
| 81  | 1980–81   | Barcelona (19)                             | 3–1                                        | Sporting Gijón                             | Vicente Calderón, Madrid                   |
| 82  | 1981–82   | Real Madrid (15)                           | 2–1                                        | Sporting Gijón                             | José Zorrilla, Valladolid                  |
| 83  | 1982–83   | Barcelona (20)                             | 2–1                                        | Real Madrid                                | La Romareda, Saragoça                      |
| 84  | 1983–84   | Athletic Bilbao (22)                       | 1–0                                        | Barcelona                                  | Santiago Bernabéu, Madrid                  |
| 85  | 1984–85   | Atlético de Madrid (6)                     | 2–1                                        | Athletic Bilbao                            | Santiago Bernabéu, Madrid                  |
| 86  | 1985–86   | Real Zaragoza (3)                          | 1–0                                        | Barcelona                                  | Vicente Calderón, Madrid                   |
| 87  | 1986–87   | Real Sociedad (1)                          | 2–2 (4–2 pen)                              | Atlético de Madrid                         | La Romareda, Saragoça                      |
| 88  | 1987–88   | Barcelona (21)                             | 1–0                                        | Real Sociedad                              | Santiago Bernabéu, Madrid                  |
| 89  | 1988–89   | Real Madrid (16)                           | 1–0                                        | Real Valladolid                            | Vicente Calderón, Madrid                   |
| 90  | 1989–90   | Barcelona (22)                             | 2–0                                        | Real Madrid                                | Luis Casanova, Valência                    |
| 91  | 1990–91   | Atlético de Madrid (7)                     | 1–0 (pro)                                  | Mallorca                                   | Santiago Bernabéu, Madrid                  |
| 92  | 1991–92   | Atlético de Madrid (8)                     | 2–0                                        | Real Madrid                                | Santiago Bernabéu, Madrid                  |
| 93  | 1992–93   | Real Madrid (17)                           | 2–0                                        | Real Zaragoza                              | Luis Casanova, Valência                    |
| 94  | 1993–94   | Real Zaragoza (4)                          | 0–0 (5–4 pen)                              | Celta de Vigo                              | Vicente Calderón, Madrid                   |
| 95  | 1994–95   | Deportivo de La Coruña (1)                 | 2–1                                        | Valencia                                   | Santiago Bernabéu, Madrid                  |
| 96  | 1995–96   | Atlético de Madrid (9)                     | 1–0 (pro)                                  | Barcelona                                  | La Romareda, Saragoça                      |
| 97  | 1996–97   | Barcelona (23)                             | 3–2 (pro)                                  | Real Betis                                 | Santiago Bernabéu, Madrid                  |
| 98  | 1997–98   | Barcelona (24)                             | 1–1 (5–4 pen)                              | Mallorca                                   | Mestalla, Valência                         |
| 99  | 1998–99   | Valencia (6)                               | 3–0                                        | Atlético de Madrid                         | Estadio Olímpico, Sevilha                  |
| 100 | 1999–00   | Espanyol (3)                               | 2–1                                        | Atlético de Madrid                         | Mestalla, Valência                         |
| 101 | 2000–01   | Real Zaragoza (5)                          | 3–1                                        | Celta de Vigo                              | Estadio Olímpico, Sevilha                  |
| 102 | 2001–02   | Deportivo de La Coruña (2)                 | 2–1                                        | Real Madrid                                | Santiago Bernabéu, Madrid                  |
| 103 | 2002–03   | Mallorca (1)                               | 3–0                                        | Recreativo de Huelva                       | Martínez Valero, Elche                     |
| 104 | 2003–04   | Real Zaragoza (6)                          | 3–2 (pro)                                  | Real Madrid                                | Lluís Companys, Barcelona                  |
| 105 | 2004–05   | Real Betis (2)                             | 2–1 (pro)                                  | Osasuna                                    | Vicente Calderón, Madrid                   |
| 106 | 2005–06   | Espanyol (4)                               | 4–1                                        | Real Zaragoza                              | Santiago Bernabéu, Madrid                  |
| 107 | 2006–07   | Sevilla (4)                                | 1–0                                        | Getafe                                     | Santiago Bernabéu, Madrid                  |
| 108 | 2007–08   | Valencia (7)                               | 3–1                                        | Getafe                                     | Vicente Calderón, Madrid                   |
| 109 | 2008–09   | Barcelona (25)                             | 4–1                                        | Athletic Bilbao                            | Mestalla, Valência                         |
| 110 | 2009–10   | Sevilla (5)                                | 2–0                                        | Atlético de Madrid                         | Camp Nou, Barcelona                        |
| 111 | 2010–11   | Real Madrid (18)                           | 1–0 (pro)                                  | Barcelona                                  | Mestalla, Valência                         |
| 112 | 2011–12   | Barcelona (26)                             | 3–0                                        | Athletic Bilbao                            | Vicente Calderón, Madrid                   |
| 113 | 2012–13   | Atlético de Madrid (10)                    | 2–1 (pro)                                  | Real Madrid                                | Santiago Bernabéu, Madrid                  |
| 114 | 2013–14   | Real Madrid (19)                           | 2–1                                        | Barcelona                                  | Mestalla, Valência                         |
| 115 | 2014–15   | Barcelona (27)                             | 3–1                                        | Athletic Bilbao                            | Camp Nou, Barcelona                        |
| 116 | 2015–16   | Barcelona (28)                             | 2–0 (pro)                                  | Sevilla                                    | Vicente Calderón, Madrid                   |
| 117 | 2016–17   | Barcelona (29)                             | 3–1                                        | Deportivo Alavés                           | Vicente Calderón, Madrid                   |
| 118 | 2017–18   | Barcelona (30)                             | 5–0                                        | Sevilla                                    | Metropolitano, Madrid                      |
| 119 | 2018–19   | Valencia (8)                               | 2–1                                        | Barcelona                                  | Benito Villamarín, Sevilha                 |
| 120 | 2019–20   | Real Sociedad (2)                          | 1–0                                        | Athletic Bilbao                            | La Cartuja, Sevilha                        |
| 121 | 2020–21   | Barcelona (31)                             | 4–0                                        | Athletic Bilbao                            | La Cartuja, Sevilha                        |
| 122 | 2021–22   | Real Betis (3)                             | 1–1 (5–4 pen)                              | Valencia                                   | La Cartuja, Sevilha                        |
| 123 | 2022–23   | Real Madrid (20)                           | 2–1                                        | Osasuna                                    | La Cartuja, Sevilha                        |
| 124 | 2023–24   | Athletic Bilbao (24)                       | 1–1 (4–2 pen)                              | Mallorca                                   | La Cartuja, Sevilha                        |
| 125 | 2024–25   | Barcelona (32)                             | 3–2 (pro)                                  | Real Madrid                                | La Cartuja, Sevilha                        |

## Títulos por clube
Lista oficial de vencedores fornecida pela RFEF, atualizada em 26 de abril de 2025.
| Clube                  | Títulos | Vices | Temporadas vencidas |
| ---------------------- | ------- | ----- | --- |
| Barcelona              | 32      | 11    | 1910 FECF, 1912, 1913 UECF, 1920, 1922, 1925, 1926, 1928, 1942, 1951, 1952, 1952–53, 1957, 1958–59, 1962–63, 1967–68, 1970–71, 1977–78, 1980–81, 1982–83, 1987–88, 1989–90, 1996–97, 1997–98, 2008–09, 2011–12, 2014–15, 2015–16, 2016–17, 2017–18, 2020–21, 2024–25 |
| Athletic Bilbao        | 24      | 16    | 1903, 1904, 1910 UECF, 1911, 1914, 1915, 1916, 1921, 1923, 1930, 1931, 1932, 1933, 1943, 1944, 1944–45, 1949–50, 1955, 1956, 1958, 1969, 1972–73, 1983–84, 2023–24                                                                                                   |
| Real Madrid            | 20      | 21    | 1905, 1906, 1907, 1908, 1917, 1934, 1936, 1946, 1947, 1961–62, 1969–70, 1973–74, 1974–75, 1979–80, 1981–82, 1988–89, 1992–93, 2010–11, 2013–14, 2022–23 |
| Atlético de Madrid     | 10      | 9     | 1959–60, 1960–61, 1964–65, 1971–72, 1975–76, 1984–85, 1990–91, 1991–92, 1995–96, 2012–13 |
| Valencia               | 8       | 11    | 1941, 1948–49, 1954, 1966–67, 1978–79, 1998–99, 2007–08, 2018–19 |
| Real Zaragoza          | 6       | 5     | 1963–64, 1965–66, 1985–86, 1993–94, 2000–01, 2003–04 |
| Sevilla                | 5       | 4     | 1935, 1939, 1947–48, 2006–07, 2009–10 |
| Espanyol               | 4       | 5     | 1929, 1940, 1999–00, 2007–08 |
| Real Betis             | 3       | 2     | 1976–77, 2004–05, 2021–22 |
| Real Unión             | 3       | 1     | 1918, 1924, 1927 |
| Real Sociedad          | 2       | 4     | 1986–87, 2019–20 |
| Deportivo de La Coruña | 2       | 0     | 1994–95, 2001–02 |
| Arenas Club            | 1       | 3     | 1919 |
| Mallorca               | 1       | 3     | 2002–03 |
| Club Ciclista          | 1       | 0     | 1909 |
| Racing de Irún         | 1       | 0     | 1913 FECF |
| Levante                | 1       | 0     | 1937 |
| Celta de Vigo          | 0       | 3     | — |
| Español de Madrid      | 0       | 3     | — |
| Sporting de Gijón      | 0       | 2     | — |
| Real Valladolid        | 0       | 2     | — |
| Getafe                 | 0       | 2     | — |
| Osasuna                | 0       | 2     | — |
| Deportivo Alavés       | 0       | 1     | — |
| Castellón              | 0       | 1     | — |
| Elche                  | 0       | 1     | — |
| Espanya                | 0       | 1     | — |
| CD Europa              | 0       | 1     | — |
| Gimnástica             | 0       | 1     | — |
| Granada                | 0       | 1     | — |
| UD Las Palmas          | 0       | 1     | — |
| Rácing de Ferrol       | 0       | 1     | — |
| Recreativo de Huelva   | 0       | 1     | — |
| Real Vigo Sporting     | 0       | 1     | — |
| Vizcaya de Bilbao      | 0       | 1     | — |